# Казармы Монкада
Каза́рмы Монка́да — военные казармы в городе Сантьяго-де-Куба, названные в честь генерала Гильермо Монкады, героя Кубинской войны за независимость.

## Нападение Движения 26 июля
26 июля 1953 года казармы, гарнизон которых насчитывал 400 солдат и офицеров правительственных войск, стали объектом вооружённого нападения отряда из 165 повстанцев, который возглавлял Фидель Кастро. Нападение, ставшее первым боевым столкновением Кубинской революции, было отбито с большими потерями для обеих сторон. После поражения Кастро и другие оставшиеся в живых нападавшие были заключены в тюрьму Пресидио Модело. В дальнейшем революционная организация Кастро была названа «Движение 26 июля» (исп. Movimiento 26 Julio или M 26-7), в честь этого самого нападения.

## После победы Кубинской революции
Через некоторое время после того, как Кастро и его сподвижникам удалось захватить власть на Кубе, здание казарм Монкада было передано под школьный городок «26 июля», а в южном крыле создан Музей 26 июля (исп. Museo Histórico 26 de Julio), посвящённый истории Кубинской революции.

## Память, отражение в культуре и искусстве
- вооружённые силы Кубы проводят общевойсковые военные учения «Монкада»[3]
- В память о штурме казарм Монкада проводится марафон (соревнования по бегу на дистанцию 26 километров)[4].